# Most mučenika 15. srpnja
Most mučenika 15. srpnja (turski: 15 Temmuz Şehitler Köprüsü), poznatiji kao Bosporski most ili Prvi bosporski most (turski: Boğaziçi Köprüsü ili 1. Boğaziçi Köprüsü), jedan je od dva viseća mosta preko Bospora (turski: Boğaziçi) u Istanbulu, Turska, koji povezuje Europu i Aziju (drugi most je Most Fatih Sultan Mehmeta ili Drugi bosporski most, a 2016. dovršena je gradnja trećeg mosta - Mosta Yavuz Sultan Selim). Jedan kraj mosta nalazi se u Ortaköyu na europskoj, a drugi u Beylerbeyiju na azijskoj strani.
Ime Most mučenika 15. srpnja dobio je nakon pokušaja državnog udara u Turskoj 15. srpnja 2016., u spomen na poginule koji su se pokušali suprotstaviti pobunjenim vojnicima. U noći državnog udara 15./16. srpnja 2016. most je bio blokiran tenkovima i pripadnicima turskih Oružanih snaga koji su sudjelovali u pobuni. 

## Opis
Radi se o visećem mostu na kojem je primijenjen gravitacijski tip sidrenog bloka. Aerodinamički kolnički sklop ovješen je na cik-cak čelične kablove. Dugačak je 1560 m s kolnikom širine 33,40 m. Raspon između dva tornja (glavni raspon) iznosi 1074 m, a ukupna visina tornjeva je 165 m. Niveleta mosta od površine mora je 64 m.

## Povijest
Odluku o građenju mosta preko Bospora donio je premijer Adnan Menderes 1957. godine. 
Ugovor je potpisan s britanskom tvrtkom Freeman Fox & Partners 1968. godine. Nacrt mosta napravili su poznati britanski arhitekti sir Gilbert Roberts i William Brown koji su također dizajnirali mostove Humber, Severn, Forth Road, Auckland Harbour, i na rijeci Volti. 
Izgradnja je krenula u veljači 1970. godine. Svečanosti su nazočili predsjednik Cevdet Sunay i premijer Süleyman Demirel. Na gradnji je radilo 35 inženjera i 400 radnika.
Most je svečano otvoren 30. listopada 1973., jedan dan nakon 50. godišnjice osnivanja Republike Turske. Otvorili su ga tadašnji predsjednik Fahri Korutürk i premijer Naim Talu. U vrijeme izgradnje bio je na četvrtom mjestu po dužini raspona za viseće mostove u svijetu. Cijena izgradnje bila je 200 milijuna dolara.
U vrijeme izgradnje ovo je bio prvi most između Europe i Azije nakon pontonskog mosta sagrađenog u doba Kserksa I. 480. pr. Kr. Taj most bio je na Dardanelima ne na Bosporu.
Most je namijenjen za promet cestovnih vozila. Kolnički sklop ima 6 trakova (osam uključujući zaustavne trakove). Naplatne kućice nalaze se na azijskoj strani, a opremljene su elektroničkim daljinskim sustavom naplate.

## Vanjske poveznice

### Sestrinski projekti
|  | Zajednički poslužitelj ima stranicu o temi Bosporski most    |
|  | Zajednički poslužitelj ima još gradiva o temi Bosporski most |

### Mrežna sjedišta
- Internationale Datenbank für Ingenieurbauwerke (njem.)(fr.) (engl.)